# كارلوس أريدوندو
كارلوس أريدوندو (بالإسبانية: Carlos Arredondo)‏ هو ناشط سلام كوستاريكي، ولد في 25 أغسطس 1960 في سان خوسيه في كوستاريكا.